# Arthrotus bipartitus
Arthrotus bipartitus es un coleóptero de la familia Chrysomelidae. Fue descrita científicamente por primera vez en 1890 por Jacoby.